# Christian IX. (Oldenburg-Delmenhorst)

Christian IX. von Oldenburg

Graf Christian IX. von Oldenburg (* 26. September 1612 in Delmenhorst; † 23. Mai 1647 ebenda) aus dem Haus Oldenburg war ab 1633 regierender Graf von Delmenhorst.

## Herkunft
Christian war nach dem Tod seines älteren Bruders Anton Heinrich (1604–1622) der einzige Sohn des Grafen Anton II. (1550–1619) aus dessen Ehe mit Sibylla Elisabeth von Braunschweig-Dannenberg (1576–1630).

## Leben
Christians Vater hatte mit einem Teilungsvertrag vom 3. November 1577 von seinem älteren Bruder Johann VII. von Oldenburg zunächst für zehn Jahre die Einkünfte der alten Grafschaft Delmenhorst, des Pfandamts Harpstedt, des Amtes Varel und der Vorwerke in Butjadingen erstritten. 1597 fällte der kaiserliche Reichshofrat nach weiteren Streitigkeiten ein Urteil zu seinen Gunsten im Sinne der vollständigen Teilung der Grafschaften von Oldenburg und von Delmenhorst.

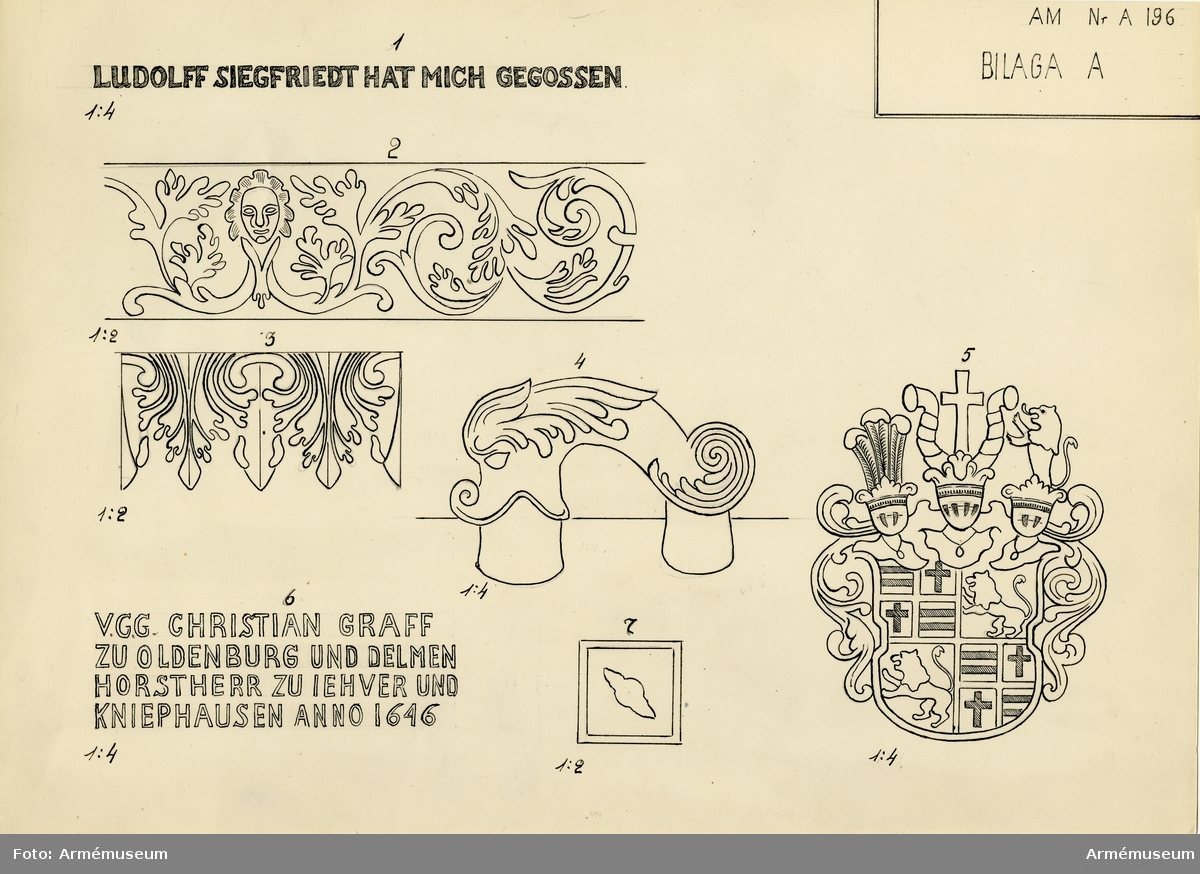
Detailzeichnung einer im Auftrag V.G.G. Christian Graff zu Oldenburg und Delmenhorst Herr zu Iehver und Kniephausen gegossenen Kanone durch den fürstlichen Stückgießer Ludolff Siegfriedt mit dem Wappen des Auftraggebers;
Foto des Armémuseums in Schweden; CC BY 4.0

Beim Tod seines Vaters war Christian erst sieben Jahre alt. Da sein älterer Bruder ebenfalls noch unmündig war (er sollte am 1. September 1622 auf einer Bildungsreise nach Italien in Tübingen an den Kinderpocken sterben), führte zunächst die Mutter Sibylle Elisabeth die Regentschaft. Vormund war Herzog August der Jüngere von Braunschweig-Lüneburg. Christian scheint Delmenhorst aufgrund des fortdauernden Dreißigjährigen Krieges nicht verlassen zu haben. In den vierzehn Jahren seiner eigenständigen Regierung ab 1633 mussten militärische Bedrohung von außen abgewendet, Einquartierungen fremder Truppen geduldet und im Innern materielle und menschliche Not gelindert werden. Die Versorgung und Ausstattung seiner neun Schwestern belastete darüber hinaus die Delmenhorster Finanzen schwer. In einem Erbvertrag vom 4. April 1630 mit seinem Vetter Graf Anton Günther von Oldenburg (1583–1667) wurde die wechselseitige Erbfolge beider Linien vereinbart und die wirtschaftliche Basis der Herrschaft Delmenhorst unter anderem durch die Angliederung der Gemarkung Landwürden verbessert. Wegen der schwierigen Finanzlage trat Christian im Gegensatz zu seinem Vater nicht als Förderer der Kunst auf. 1639 gab er lediglich sechs Gemälde über die Sage vom Löwenkampf des Grafen Friedrich, einem seiner möglicherweise sagenhaften Vorfahren, bei dem Maler Wilhelm de Saint-Simon in Auftrag. Diese Kunstwerke hängen heute im Schloss Heidecksburg in Rudolstadt. Christians Schwester Emilie von Oldenburg hatte 1638 den dortigen Regenten Ludwig Günther I. von Schwarzburg-Rudolstadt geheiratet.
Christian starb 1647 unverheiratet und ohne Nachkommen, womit die Grafschaft Delmenhorst an Graf Anton Günther von Oldenburg zurückfiel und die Delmenhorster Seitenlinie des Oldenburger Grafenhauses endgültig erlosch. Sein Leichnam wurde am 6. Juli 1647 in der Grafengruft der Delmenhorster Stadtkirche in einem aufwendig mit Wappen geschmückten Zinnsarg neben seinen Eltern beigesetzt.